# Urolepis maritima
Urolepis maritima är en stekelart som först beskrevs av Francis Walker 1834.
Urolepis maritima ingår i släktet Urolepis och familjen puppglanssteklar. Arten är reproducerande i Sverige. Inga underarter finns listade i Catalogue of Life.